# 加茂村 (新潟県)
加茂村（かもむら）は、かつて新潟県佐渡郡にあった村。

## 地理
- 島嶼:佐渡島

## 沿革
- 1901年（明治34年）11月1日 - 佐渡郡加茂歌代村（一部）、梅津村、羽吉村、内浦村が合併し、加茂村が発足。
- 1954年（昭和29年）11月3日 - 佐渡郡両津町、河崎村、水津村、岩首村、内海府村、吉井村（一部）と合併し、市制施行して両津市となり消滅。

## 村長
- 初代 市橋藤蔵